# Colwyn Henry Hughes Vulliamy
Colwyn Henry Hughes Vulliamy, britanski general, * 22. april 1894, † 30. september 1972.